# Kernkraftwerk Zion
Das Kernkraftwerk Zion war die dritte Anlage mit Zwillings-Reaktoren des damaligen Energieversorgers Commonwealth Edison. 
Es lieferte Strom für Chicago und das nördliche Viertel von Illinois. 
Das Kraftwerk befand sich am äußersten östlichen Teil der Stadt Zion, Lake County (Illinois). Diese liegt etwa 64 km Luftlinie nördlich von Chicago und etwa 68 km südlich von Milwaukee.
Das Kernkraftwerk wurde im Februar 1998 stillgelegt. Das Kraftwerk war seit Februar 1997 nicht mehr in Betrieb, nachdem während einer Abschaltung des Reaktorblockes 1 die Steuerstäbe zu weit eingeführt und dann entgegen den Betriebsvorschriften und ohne Aufsichtserlaubnis wieder herausgezogen wurden. Der Reaktorblock 2 war zu dem Zeitpunkt zum Austausch der Brennelemente abgeschaltet. Der Betreiber kam in der Folge zu dem Schluss, dass das Kraftwerk die Kosten einer zum Weiterbetrieb notwendigen Anschaffung von Dampferzeugern (435 Millionen US-Dollar) vor Ablauf der Betriebsgenehmigung im Jahr 2013 nicht amortisiert kann.

## Rückbau

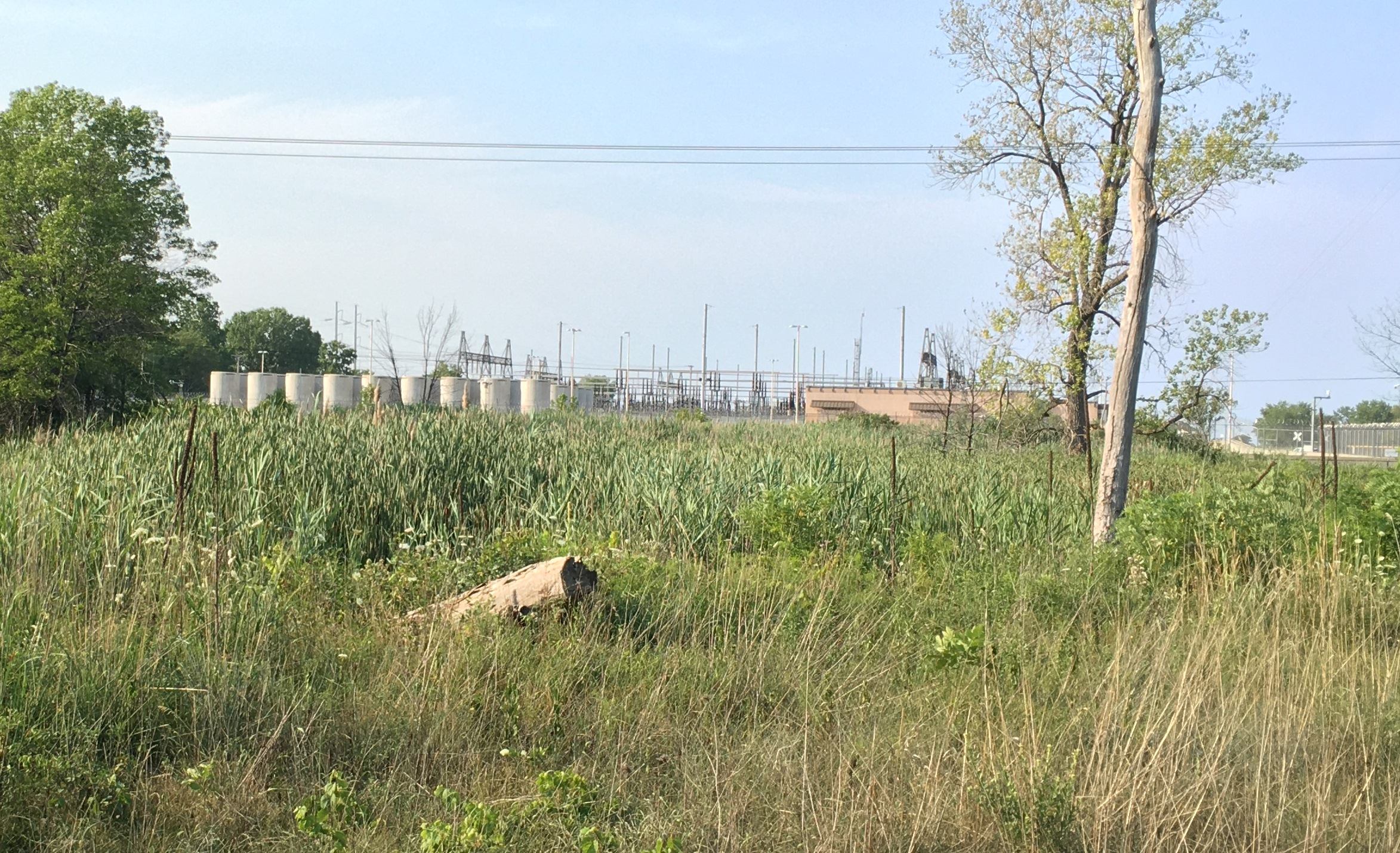
Auf dieser Aufnahme von 2021 ist die grüne Wiese, welche den Endzustand des Rückbaus darstellen soll, schon erkennbar - allerdings wird noch abgebrannter Kernbrennstoff in Lagerbehältern aus Beton vor Ort gelagert, bis dieser in ein anderes Zwischen- oder Endlager oder zur Wiederaufarbeitung abtransportiert wird.

Die Anlage wurde rückgebaut, im November 2023 wurde das Gelände zur uneingeschränkten Nutzung freigegeben, lediglich das Lager für verbrauchten Kernbrennstoff bleibt bestehen.

## Daten der Reaktorblöcke
Das Kernkraftwerk Zion hatte zwei Blöcke:
| Reaktorblock | Reaktortyp         | Netto- leistung | Brutto- leistung | Baubeginn  | Netzsyn- chronisation | Kommerzi- eller Betrieb | Abschal- tung |
| ------------ | ------------------ | --------------- | ---------------- | ---------- | --------------------- | ----------------------- | ------------- |
| Zion-1       | Druckwasserreaktor | 1040 MW         | 1085 MW          | 01.12.1968 | 28.06.1973            | 31.12.1973              | 01.01.1998    |
| Zion-2       | Druckwasserreaktor | 1040 MW         | 1085 MW          | 01.12.1968 | 26.12.1973            | 17.09.1974              | 01.01.1998    |